# Saken Seyfullin

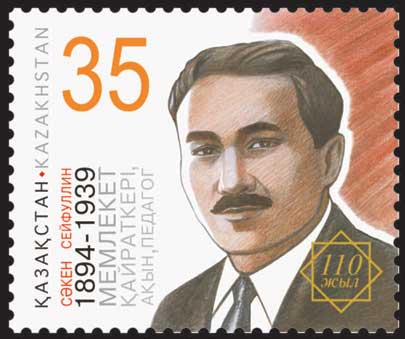
Estampilla de Kazajistán dedicada a Saken Seyfullin, 2005.

Saken Seyfullin (kazajo: Сәкен Сейфуллин; 15 de octubre de 1894 - 28 de febrero de 1939) fue un escritor y activista soviético, pionero de la literatura moderna kazaja, fundador y primer director de la Unión de Escritores de Kazajistán.

## Biografía
Saken Seyfullin nació el 15 de octubre de 1894 en un asentamiento nómada en la actual Provincia de Karaganda.  Entre 1905 y 1908 Seyfullin estudió en una escuela ruso-kazaja de la fundería de cobre de Spassk. Continuó sus estudios en una escuela parroquial primaria y en un colegio de la ciudad de Akmola, actual Astaná, además de enseñar ruso en una madraza. El 21 de agosto de 1913 Seyfullin ingresó al seminario normal de Omsk. Su primer artículo fue publicado en la edición de noviembre de la revista Ay Qap. A partir de ese momento Seyfullin empezó a ser investigado por la ojrana de Omsk.
En 1914 Seyfullin se convirtió en uno de los dirigentes de Birlik (Unidad), la primera sociedad cultural y educacional de la juventud kazaja de Omsk. Ese mismo año fue publicado su primer libro de poesía titulado Días pasados (Өткен күндер). En 1916 trabajó en una comisión para el censo de bienes para los 12 volost del municipio de Akmola. Ese mismo año escribió un poema titulado Malestar (Волнение) dedicado a los disturbios sociales en Asia Central de 1916. A partir del 1 de septiembre de 1916 se dedicó a la docencia en la escuela Bugula, la cual ayudó a fundar.
El 9 de marzo de 1917 se mudó a Akmola donde escribió un poema dedicado a la Revolución de febrero, Rápido nos unimos a la campaña (Мы спешно собирались в поход). En abril de ese mismo año Seyfullin creó una sociedad sociopolítico y cultural llamada Juventud kazaja (Жас қазақ). En julio participó en la publicación del diario Vida (Тіршілік). En septiembre Seyfullin empezó a dictar cursos pedagógicos trimestrales en la nueva escuela ruso-kazaja de Akmolinsk.
Tras la Revolución rusa Seyfullin escribió un poema llamado Vamos, dzhigit (Ал қане, қыздар!) el cual es considerado la primera obra de la literatura soviética kazaja. El 27 de diciembre de 1917 el régimen soviético fue establecido en Akmolinsk. Seyfullin fue elegido miembro del consejo de diputados de Akmola y designado Comisario del Pueblo en Educación. En febrero fue admitido al Partido Comunista. El 1 de mayo de 1918 se inauguró su obra teatral En camino a la felicidad (Бақыт жолында).
El 4 de junio de 1918 se produjo el alzamiento de la Guardia Blanca y el 5 de enero de 1919 Seyfullin fue arrestado y enviado a la cárcel de Petropavlovsk. El 3 de abril huyó de la prisión de Aleksandr Kolchak en Omsk y llegó a su pueblo natal para julio. Dos meses después tuvo que huir a Aulie Ata.
El 7 de mayo de 1920 regresó a Akmola ocupada por el Ejército Rojo y fue designado Director Asistente de la División Administrativa del Comité Revolucionario. El 26 de julio de ese mismo año el Congreso de los Soviéts le designó el cargo de diputado director del comité ejecutivo de Akmolinsk y el 12 de octubre fue elegido miembro del Presidium del Comité Ejecutivo Central de la República Socialista Soviética de Kirguistán. El 13 de junio de 1922 Seyfullin fue designado Diputado Comisionado de Educación Nacional de la república y editor del periódico Trabajo kazajo (Еңбекши қазақ), luego conocido como Социалистік Қазақстан. En diciembre de ese año, durante el Tercer Congreso de la República Socialista Soviética de Kirguistán, fue elegido director del Consejo de Comisarios del Pueblo de la república.
A pesar de sus actividades políticas y administrativas, Seyfullin continuó su labor literaria y en 1922 publicó una colección de poemas titulados Caballo indomable (Асау тұлпар) y su obra de teatro Halcones rojos (Қызыл сұңқарлар).
En diciembre de 1926 Seyfullin contrajo matrimonio con Gulbaram Batyrbekova. En 1927 fue designado rector del Instituto de Educación de Kyzylorda.
Seyfullin fue capturado por agentes de la NKVD de Moscú en febrero de 1939 y ejecutado en Almaty bajo cargo de ser una amenaza a la sociedad al ser considerado un "nacionalista burgués". Fue rehabilitado durante la desestalinización. Tras la independencia de Kazajistán Seyfullin es considerado como uno de los intelectuales kazajos más importantes.